# Nederlanders in het Saoedi-Arabische voetbal
Nederlanders in het Saoedi-Arabische voetbal geeft een overzicht van Nederlanders die een contract hebben (gehad) bij Saoedi-Arabische voetbalclubs uit de hoogste drie divisies.

## Voetballers
| Naam                  | Club          | Van  | Tot   | Opmerkingen |
| --------------------- | ------------- | ---- | ----- | ----------- |
| Rob Witschge          | Al-Ittihad    | 1998 | 1999  |             |
| Mitchell van der Gaag | Al-Nassr      | 2006 | 2006  |             |
| Xandro Schenk         | Al-Batin FC   | 2020 | 2021  |             |
| Youssef El Jebli      | Al-Faisaly FC | 2019 | 2020  |             |
| Youssef El Jebli      | Al-Batin FC   | 2020 | heden |             |
| Mohamed Rayhi         | Al-Batin FC   | 2020 | 2022  |             |
| Rob Witschge          | Ittihad Club  | 1998 | 1999  |             |
| Mitchell te Vrede     | Al-Fateh SC   | 2019 | 2021  |             |
| Mitchell te Vrede     | Abha Club     | 2021 | 2022  |             |

## Hoofdtrainers
| Naam               | Club          | Van  | Tot  | Opmerkingen |
| ------------------ | ------------- | ---- | ---- | ----------- |
| Aad de Mos         | Al-Hilal      | 2003 | 2004 |             |
| Wim Rijsbergen     | Al-Ittifaq    | 2002 | 2002 |             |
| Willem van Hanegem | Al-Hilal      | 1995 | 1996 |             |
| Foeke Booy         | Al-Nassr      | 2007 | 2007 |             |
| Bert van Marwijk   | Saoedi-Arabië | 2015 | 2017 |             |

## Overige Functies
| Naam              | Club          | Van  | Tot  | Opmerkingen       |
| ----------------- | ------------- | ---- | ---- | ----------------- |
| Lex Schoenmaker   | Al-Hilal      | 1995 | 1996 | assistent-trainer |
| Jan van Dijk      | Al-Nassr      | 1995 | 1996 | assistent-trainer |
| Bram Braam        | Al-Ahli       | 2005 | 2007 | Jeugdacademie     |
| André van der Ley | Al-Ahli       | 2005 | 2007 | Jeugdacademie     |
| Mark van Bommel   | Saoedi-Arabië | 2015 | 2017 | assistent-trainer |
| Roel Coumans      | Saoedi-Arabië | 2015 | 2017 | assistent-trainer |
| John Metgod       | Al-Hazm Rass  | 2022 | 2022 | assistent-trainer |

Voetbalbonden ·
Albanië ·
Angola ·
Armenië ·
Australië ·
Azerbeidzjan ·
Bahrein ·
België ·
Bhutan ·
Bulgarije ·
Canada ·
China ·
Congo-Kinshasa · 
Cyprus ·
Denemarken ·
Duitsland ·
Egypte ·
Engeland ·
Estland ·
Ethiopië ·
Faeröer ·
Filipijnen ·
Finland ·
Frankrijk ·
Georgië ·
Ghana ·
Griekenland ·
Hongarije ·
Hongkong ·
Ierland ·
IJsland ·
Indonesië ·
Iran ·
Israël ·
Italië ·
Japan ·
Kazachstan ·
Koeweit ·
Litouwen ·
 Luxemburg ·
Maleisië ·
Malta ·
Marokko ·
Mexico ·
Namibië ·
Nieuw-Zeeland ·
Noorwegen ·
Oekraïne ·
Oezbekistan ·
Oostenrijk ·
Polen ·
Portugal ·
Qatar ·
Roemenië ·
Rusland ·
Rwanda ·
Saoedi-Arabië ·
Schotland ·
Singapore ·
Slovenië ·
Slowakije ·
Spanje ·
Tanzania ·
Turkije ·
Tuvalu ·
VAE ·
Venezuela ·
Verenigde Staten ·
Vietnam ·
Zimbabwe ·
Zuid-Afrika ·
Zuid-Korea ·
Zweden ·
Zwitserland